# Saint-Georges (Nieuport)
Pour les articles homonymes, voir Sint-Joris.
Saint-Georges,,, en néerlandais Sint-Joris, est une section de la ville belge de Nieuport située en Région flamande dans la province de Flandre-Occidentale. C'était une commune à part entière avant la fusion des communes de 1971.
Son territoire est traversé par l'Yser canalisé, élargi sur sa rive droite pour constituer un réservoir. A l'angle nord de celui-ci, l'écluse Sint-Jorissluis, inaugurée le 6 janvier 1975, relie l'Yser au canal de Plassendale à Nieuport.

## Toponymie
On trouve anciennement le nom écrit comme Tête-Saint-Georges.

## Histoire
Tête-Saint-Georges (nom indiqué dans l'ouvrage) fut situé dans le périmètre des combats de Furnes et de Nieuport entre les troupes du Saint-Empire romain à celles de la République française le 21 octobre 1793 (30 vendémiaire an II) durant les guerres de la première coalition.

## Démographie

### Évolution démographique
- Sources : INS, Rem. : 1831 jusqu'en 1961 = recensements[9].